# タクティカルベスト
タクティカルベスト（Tactical Vest）は、弾薬ポーチやホルスターなど、各種装備を収納するポーチが多数取り付けられているベスト。

## 概要
世界中の軍隊、警察、そのほかの法執行機関の特殊部隊で使われている。素材はナイロンメッシュ布で、主に防弾チョッキの上から着用する。
米軍のFLCベストを皮切りに、近年のタクティカルベストにはPALSウェビングが縫い付けられている事が多い。このシステムは、自分の任意の位置・数のアクセサリーポーチを装着する事ができる。狙撃手用、ライフルマン用、SAW手用と複数のベストを揃える必要がなく、ポーチを付け替えれば一つのベストで済むため、自由度が向上しただけでなく、非常に経済的である。

## 参考資料
- 上田信 『Combat Bible（コンバット・バイブル）4』 日本出版社、1999年11月。ISBN 978-4890484270。